# Wody swobodne

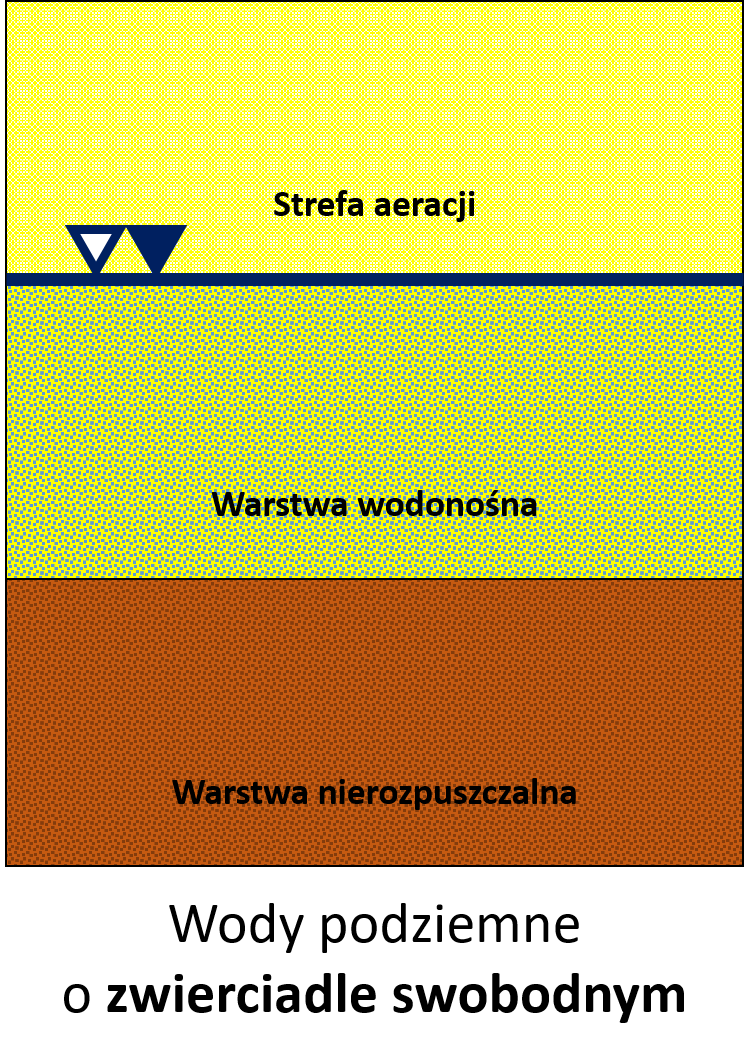
Schematyczne przedstawienie wód swobodnych.

Wody swobodne, gruntowe, freatyczne – wody podziemne o zwierciadle swobodnym, które znajdują się tylko pod ciśnieniem atmosferycznym. Po nawierceniu ich zwierciadła woda nie podnosi się. Tworzą pierwszą od powierzchni terenu warstwę wodonośną. Występuje u nich strefa aeracji o pewnej miąższości, której obecność umożliwia swobodną zmianę poziomu wody w warstwie wodonośnej. Głębokość występowania wód freatycznych jest zróżnicowana w zależności od rzeźby terenu. W umiarkowanych szerokościach geograficznych kształt zwierciadła w przybliżeniu naśladuje rzeźbę terenu i wykazuje duże wahania okresowe. Wodami gruntowymi mogą być zarówno wody warstwowe jak i szczelinowe oraz krasowe, jednak przede wszystkim wody przypowierzchniowe i gruntowe oraz niektóre wody wgłębne.
Są przeciwieństwem wód naporowych.